# Бівердам (Огайо)
Бівердам (англ. Beaverdam) — селище (англ. village) в США, в окрузі Аллен штату Огайо. Населення — 319 осіб (2020).

## Географія
Бівердам розташований за координатами 40°49′57″ пн. ш. 83°58′24″ зх. д. / 40.83250° пн. ш. 83.97333° зх. д. (40.832487, -83.973383).  За даними Бюро перепису населення США в 2010 році селище мало площу 1,59 км², з яких 1,59 км² — суходіл та 0,00 км² — водойми.

## Демографія
Згідно з переписом 2010 року, у селищі мешкали 382 особи в 144 домогосподарствах у складі 107 родин. Густота населення становила 241 особа/км².  Було 153 помешкання (96/км²).
Расовий склад населення:
| - 96,9 % — білих - 0,5 % — чорних або афроамериканців - 0,3 % — корінних американців - 0,3 % — азіатів |

До двох чи більше рас належало 2,1 %. Частка іспаномовних становила 1,3 % від усіх жителів.
За віковим діапазоном населення розподілялося таким чином: 24,9 % — особи молодші 18 років, 62,5 % — особи у віці 18—64 років, 12,6 % — особи у віці 65 років та старші. Медіана віку мешканця становила 34,8 року. На 100 осіб жіночої статі у селищі припадало 106,5 чоловіків;  на 100 жінок у віці від 18 років та старших — 117,4 чоловіків також старших 18 років.
Середній дохід на одне домашнє господарство  становив 53 218 доларів США (медіана — 43 690), а середній дохід на одну сім'ю — 57 375 доларів (медіана — 44 196). За межею бідності перебувало 13,7 % осіб, у тому числі 23,9 % дітей у віці до 18 років та 4,5 % осіб у віці 65 років та старших.
Цивільне працевлаштоване населення становило 228 осіб. Основні галузі зайнятості: виробництво — 26,8 %, роздрібна торгівля — 22,4 %, освіта, охорона здоров'я та соціальна допомога — 18,0 %.